# 목포제일중학교 축구부
목포제일중학교 축구부는 전라남도 목포시위치한 목포제일중학교의 축구부이다.

## 같이 보기
- 목포제일중학교